# Xenopachys matthiesseni
Xenopachys matthiesseni är en skalbaggsart som först beskrevs av Edmund Reitter 1907.  Xenopachys matthiesseni ingår i släktet Xenopachys och familjen långhorningar.
Artens utbredningsområde är Iran. Inga underarter finns listade i Catalogue of Life.